# Incroyable (album)
Pour les articles homonymes, voir Incroyable.
Albums de Naza
C'est la loi
(2018)
Incroyable est le premier album de Naza, commercialisé à partir du 29 septembre 2017.

## Liste des pistes
| No  | Titre                                         | Durée |
| --- | --------------------------------------------- | ----- |
| 1.  | Madiba                                        | 1:57  |
| 2.  | Sans problème                                 | 3:08  |
| 3.  | MMM                                           | 3:16  |
| 4.  | Caleçon                                       | 3:30  |
| 5.  | À gogo                                        | 3:00  |
| 6.  | La débauche                                   | 3:13  |
| 7.  | Va chercher (Interlude) (avec OhMonDieuSalva) | 3:42  |
| 8.  | Pablo                                         | 3:48  |
| 9.  | Nada                                          | 3:33  |
| 10. | Moi je vérifie (avec Aya Nakamura & Dadju)    | 4:01  |
| 11. | Deux trois bitch                              | 3:39  |
| 12. | Sac à dos                                     | 3:28  |
| 13. | Comme à la maison                             | 2:50  |
| 14. | Shtah                                         | 2:59  |
| 15. | Pas demain (avec KeBlack)                     | 2:52  |
| 16. | Tout casser                                   | 2:54  |
| 17. | Ouh lala                                      | 3:27  |
| 18. | Phararon (Bonus Track)                        | 2:37  |

## Clips vidéos
- La débauche : 31 mars 2017
- À gogo : 12 mai 2017
- MMM : 14 juillet 2017
- Sac à dos : 8 septembre 2017
- Moi je vérifie (avec Aya Nakamura & Dadju) : 3 octobre 2017
- Sans problème : 10 novembre 2017
- Pablo : 31 janvier 2018
- Comme à la maison : 19 février 2018